# Emmanuelle Béart

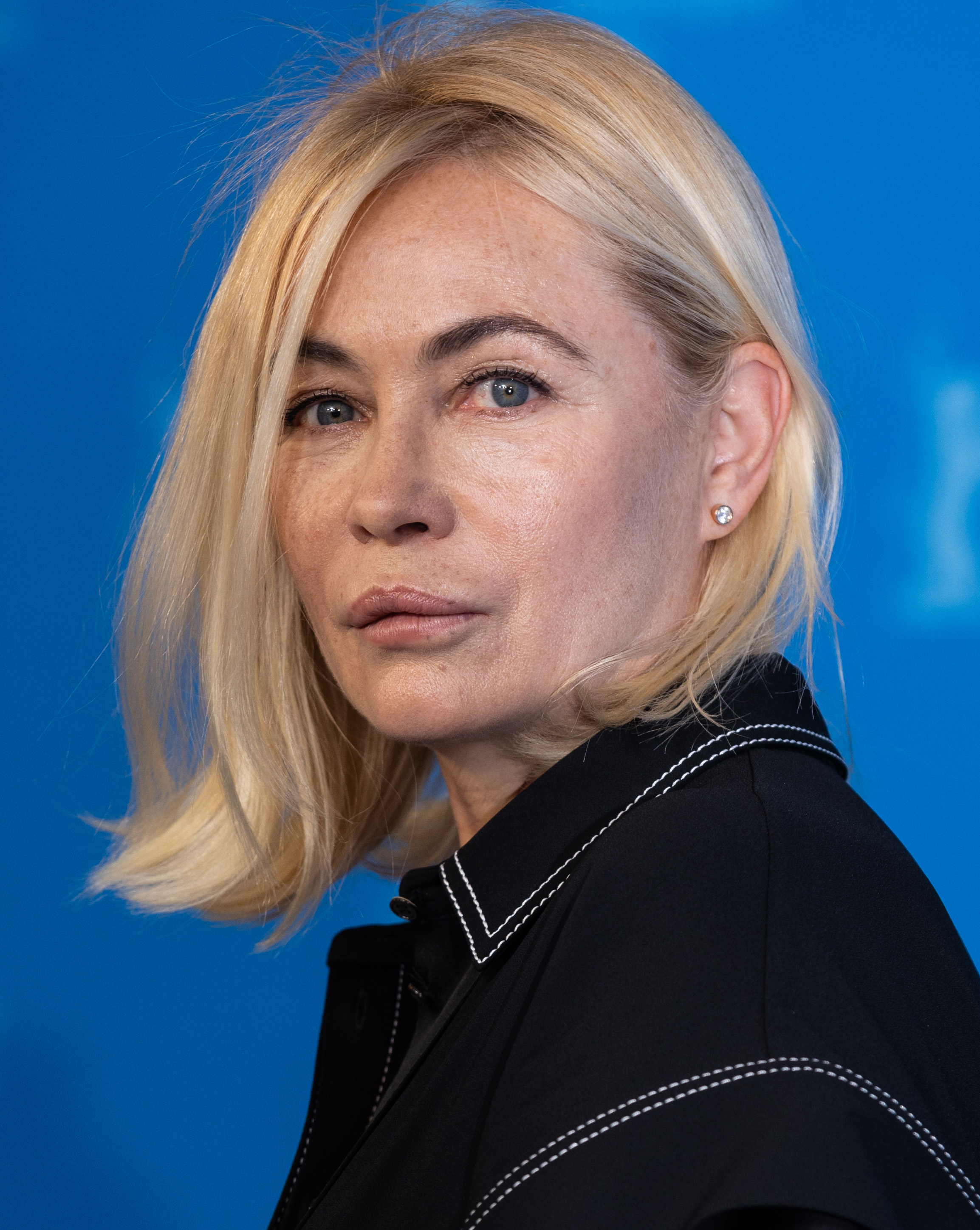
Emmanuelle Béart auf der Berlinale (2022)

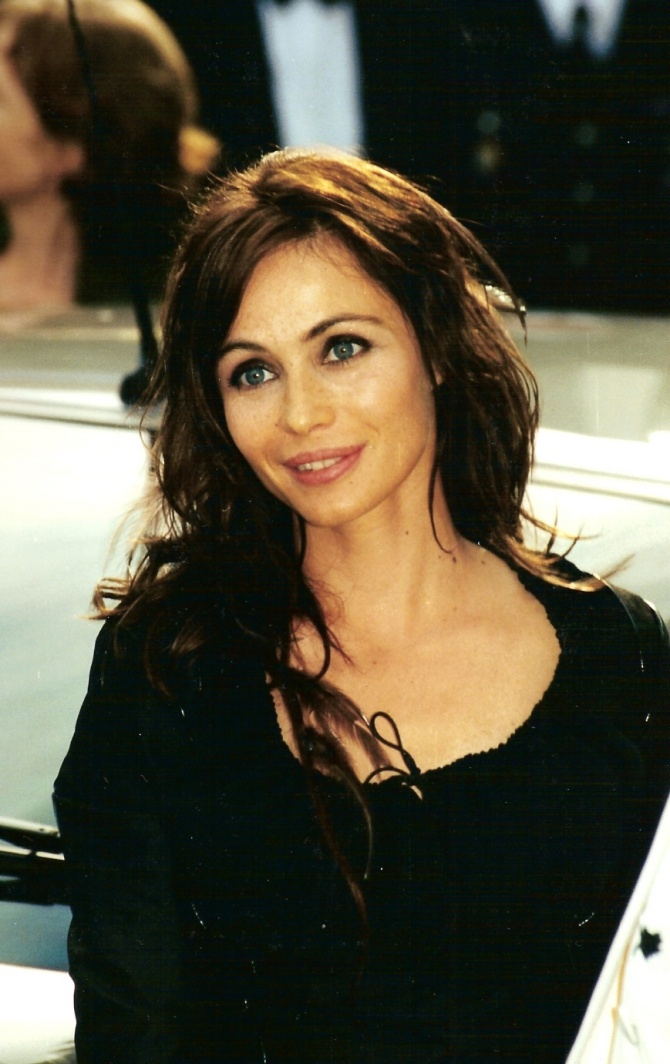
Béart in Cannes (2000)

Emmanuelle Béart (* 14. August 1963 in Gassin, Département Var) ist eine französische Theater- und Filmschauspielerin. Von 1996 bis 2006 war sie UNICEF-Botschafterin.

## Leben

### Kindheit und Laufbahn
Emmanuelle Béart ist die Tochter des französischen Chansonniers Guy Béart und von Geneviève Galéa, einem französischen Mannequin belgisch-griechischer Herkunft, das auch als Schauspielerin gearbeitet hat. Weitere Vorfahren Béarts waren nach ihren eigenen Angaben Russen, Spanier, Malteser, Orientalen, Italiener und Kroaten. Ihre Kindheit verbrachte sie mit ihren jüngeren Halbgeschwistern, drei Schwestern und einem Bruder, zunächst auf dem elterlichen Bauernhof in Gassin bei Saint-Tropez in der Provence. Der Vater verließ die Familie in ihrer frühen Kindheit, danach lebte sie bei ihrer Mutter in Cogolin et Beauvallon bei Sainte-Maxime. Bei ihrer Erziehung in der liberalen 68er-Ära galten Offenheit und soziale Anteilnahme als selbstverständlich. Sie wuchs ohne Fernsehen auf und lernte beim Radiohören französische Chansons.
Im Alter von neun Jahren hatte Béart ihre erste kleine Filmrolle in René Cléments Kriminaldrama Treibjagd. Als sie Romy Schneider in Mado (1976) spielen sah, stand für sie fest, dass sie Schauspielerin werden wollte. Im Jahr 1980 ging sie nach Montréal, Kanada, arbeitete dort als Au-pair-Mädchen, schloss ihre schulische Ausbildung mit dem Baccalauréat ab und lernte Englisch. Nach ihrer Rückkehr nach Frankreich nahm sie von 1983 an Schauspielunterricht bei Jean-Laurent Cochet. Ein erster Erfolg stellte sich 1986 mit der Rolle eines Hirtenmädchens in Manons Rache, der Verfilmung eines Romans von Marcel Pagnol, an der Seite von Yves Montand ein.
Im Jahr 1987 wurde sie von Tom McLoughlin unter 5000 Bewerberinnen ausgewählt, um in der US-Fantasy-Komödie Verabredung mit einem Engel mitzuwirken. Eine weitere US-amerikanische Produktion, in der sie mitspielte, war Mission: Impossible (1996) an der Seite von Tom Cruise.

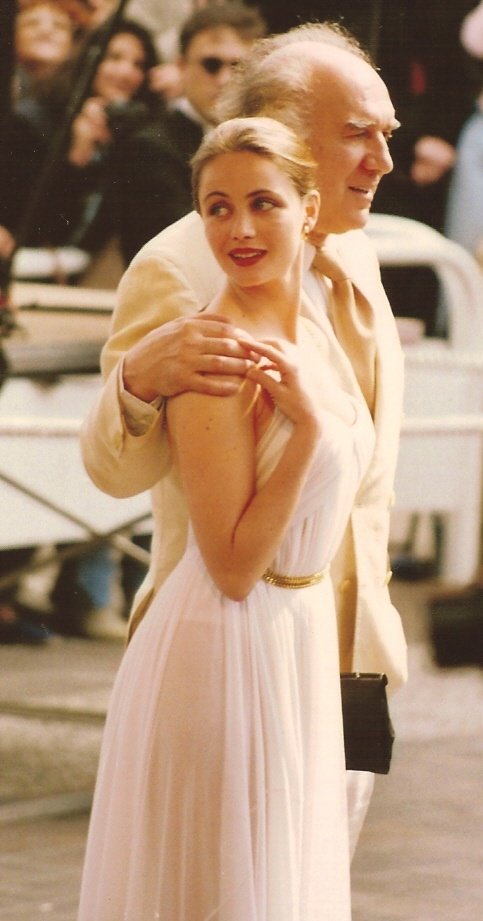
Béart mit Michel Piccoli in Cannes (1991)

Jacques Rivettes Film Die schöne Querulantin, in dem sie an der Seite von Michel Piccoli ein Aktmodell spielte, wurde 1991 bei den Filmfestspielen von Cannes mit dem Großen Preis der Jury ausgezeichnet. Danach wirkte sie in Filmen von so bekannten Filmemachern wie Claude Sautet (Ein Herz im Winter), André Téchiné (Ich küsse nicht), Claude Chabrol (Die Hölle) und François Ozon (8 Frauen) mit. Béart gilt als Perfektionistin. Für den Film Ein Herz im Winter nahm sie ein Jahr Geigenunterricht und für die Rolle einer Kabarettsängerin in Le héros de la famille Gesangsunterricht.
2023 erschien der von ihr gemeinsam mit Anastasia Mikova Dokumentarfilm Un silence si bruyant. Am 24. September 2023 wurde „Eine Stille so laut“ im französischen Fernsehen ausgestrahlt, in dem sie über eigene, leidvolle Inzesterfahrungen berichtet. In diesem gibt sie bekannt, dass sie im Alter von 10 bis 14 Jahren von einer Person aus ihrer Familie missbraucht wurde. Der Täter wird nicht bekannt gegeben, das sei nicht Sinn des Films; es sei nicht ihr Vater gewesen und letztlich sei sie von ihrer Großmutter gerettet worden.
Im Jahr 2006 war Béart Fotomodell für die Werbekampagne der Weihnachts-Wäschekollektion der Bekleidungsfirma H&M.

### Soziales Engagement
Emmanuelle Béart war von 1996 bis März 2006 Botschafterin des französischen Komitees der UNICEF und reiste im Rahmen von sechs UNICEF-Missionen in mehrere Entwicklungsländer, unter anderem zur Unterstützung der Resozialisierung ehemaliger Kindersoldaten in Sierra Leone. Aus Enttäuschung über das leere Versprechen mehrerer Regierungen, AIDS-Waisen ärztlich angemessen zu versorgen, legte sie ihr Mandat nieder, blieb jedoch Mitglied des Komitees für Patenschaften von UNICEF France.
Darüber hinaus setzte sich Béart in Frankreich für illegale Einwanderer, die so genannten „Sans papiers“, ein. Bei der Besetzung der Kirche Saint-Bernard in Paris durch Immigranten 1996 wurde sie von der Polizei vorübergehend festgenommen; sie verlor deshalb ihren Werbevertrag mit dem Modehaus Dior.

### Privatleben
Bei den Dreharbeiten zu dem Film Der Filou begegnete Béart 1984 Daniel Auteuil. Sie wurden ein Paar; ihrer Beziehung, die bis 1994 hielt, entstammt eine Tochter. Außerdem hat sie einen Sohn mit dem Musiker und Produzenten David Moreau.
Im August 2008 heiratete sie in ihrem Haus im belgischen Genappe den Schauspieler und Schriftsteller Michaël Cohen. Dieser veröffentlichte 2007 den Roman Ça commence par la fin, für dessen Hauptfigur Béart als Vorbild gedient haben soll. 2010 spielte sie die weibliche Hauptfigur in dem gleichnamigen Spielfilm, bei dem ihr Mann Regie führte und die männliche Hauptrolle übernahm.

## Auszeichnungen
Für ihre schauspielerische Leistung in Manons Rache erhielt Béart 1987 einen César als beste Nebendarstellerin. Sieben Mal war sie bisher für den wichtigsten französischen Filmpreis nominiert – davon fünfmal in der Kategorie Beste Hauptdarstellerin. Im Jahr 1993 gewann Béart für Ein Herz im Winter gemeinsam mit Emma Thompson den italienischen David di Donatello als beste ausländische Darstellerin. 2002 erhielt sie für François Ozons Krimikomödie 8 Frauen gemeinsam mit dem gesamten weiblichen Schauspielensemble den Silbernen Bären der Internationalen Filmfestspiele von Berlin („herausragende künstlerische Leistung“) und den Europäischen Filmpreis als beste Darstellerin.

## Filmografie
- 1972: Treibjagd (La course du lièvre à travers les champs)
- 1976: Demain les mômes
- 1980: Le grand Poucet (TV)
- 1983: Erste Sehnsucht (Premiers désirs)
- 1983: Eine verbotene Liebe (Un amour interdit)
- 1984: Zacharius (TV)
- 1985: Der Filou (L’amour en douce)
- 1986: Manons Rache (Manon des sources)
- 1986: Et demain viendra le jour (TV)
- 1986: La femme de sa vie (TV)
- 1987: Verabredung mit einem Engel (Date with an Angel)
- 1988: Der große Blonde auf Freiersfüßen (A gauche en sortant de l’ascenseur)
- 1989: Wilde Kinder (Les enfants de désordre)
- 1989: Les jupons de la révolution – Marie Antoinette, reine d’un seul amour (TV)
- 1990: Die Reise des Capitan Fracassa (Il viaggio di Capitan Fracassa)
- 1991: Die schöne Querulantin (La belle noiseuse)
- 1991: Ich küsse nicht (J’embrasse pas)
- 1992: Ein Herz im Winter (Un cœur en hiver)
- 1994: Die Hölle (L’enfer)
- 1995: Eine französische Frau
- 1995: Nelly und Monsieur Arnaud (Nelly et Monsieur Arnaud)
- 1996: Mission: Impossible
- 1997: Das letzte Rotkäppchen (Le dernier chaperon rouge) – Kurzfilm
- 1999: Die wiedergefundene Zeit (Le temps retrouvé)
- 1999: Elephant Juice
- 2000: Les destinées sentimentales
- 2001: Die Probe (La répétition)
- 2002: 8 Frauen (8 femmes)
- 2002: À la recherche de Debra Winger
- 2003: Die Geschichte von Marie und Julien (Histoire de Marie et Julien)
- 2003: Die Flüchtigen (Les égarés)
- 2003: Nathalie (Nathalie …)
- 2005: Die drei Musketiere (D’Artagnan et les trois mousquetaires) (TV)
- 2005: Un fil à la patte
- 2005: Wie in der Hölle (L’enfer)
- 2006: A Crime
- 2006: Le héros de la famille
- 2007: Wir waren Zeugen (Les témoins)
- 2008: Disco
- 2008: Vinyan
- 2008: Mes stars et moi
- 2010: Nous trois
- 2010: Ça commence par la fin
- 2011: Ma compagne de nuit
- 2011: Le grand restaurant II (TV)
- 2011: Les amours perdues (Kurzfilm)
- 2012: Bye bye Blondie
- 2012: Woher wir kommen (Le reste du monde) (TV)
- 2012: Le désert de l’amour (TV)
- 2012: Télé gaucho
- 2014: Les yeux jaunes des crocodiles
- 2014: My Mistress
- 2017: Beyond the Known World
- 2019: Merveilles à Montfermeil
- 2020: L’étreinte
- 2022: Passagiere der Nacht (Les passagers de la nuit)
- 2022: Syndrome E (TV-Serie, 6 Folgen)
- 2023: Un silence si bruyant (Dokumentarfilm, auch Co-Regie)